# Черезоле-Реале
Черезоле-Реале (італ. Ceresole Reale, п'єм. Ceresòle) — муніципалітет в Італії, у регіоні П'ємонт,  метрополійне місто Турин.
Черезоле-Реале розташоване на відстані близько 580 км на північний захід від Рима, 55 км на північний захід від Турина.
Населення — 163 особи (2014).
Покровитель — святий Миколай.

## Демографія
Населення за роками:

Станом на 1 січня 2023 року в муніципалітеті офіційно проживало 8 іноземців з 2 країн, серед них 8 громадян країн Євросоюзу.

## Сусідні муніципалітети
- Бонневаль-сур-Арк
- Гроскавалло
- Ноаска
- Рмес-Нотре-Даме
- Валь-д'Ізере
- Вальсаваренке